# Kowaliki (stacja kolejowa)
Kowaliki, Kowoliki – dawna wąskotorowa towarowa stacja kolejowa w Tarnowskich Górach, w województwie śląskim, w Polsce. Stacja była zlokalizowana w kilometrze 15,5 linii Nowy Karb – Bibiela. Została otwarta w 1856 roku.